# Batalha de Lützen (1813)
A Batalha de Lützen (em alemão: Schlacht von Großgörschen, 2 de maio de 1813), foi um confronto militar travado entre o Império Francês de Napoleão I e as forças da Sexta Coalizão, logo após a desastrada invasão francesa da Rússia. As tropas aliadas eram compostas por soldados russos e prussianos.
O objetivo dos aliados, liderados pelo príncipe Peter Wittgenstein, era tentar impedir que Napoleão avançasse em direção na Leipzig, no leste da Alemanha, atacando o flanco direito francês em Lützen. Após um dia de intensos combates, mesmo com diversos reforços prussianos, os russos tiveram de recuar, mas eles conseguiram infligir severas perdas no inimigo. Como Napoleão tinha pouca cavalaria, ele não conseguiu perseguir seus adversários em campo aberto, não destruindo as forças deles, impedindo assim que ele capitalizasse a vitória.